# Michał Szyba
Michał Szyba (* 18. März 1988 in Lublin) ist ein polnischer Handballspieler, der für den französischen Verein Tremblay-en-France Handball aufläuft.

## Karriere
Michał Szyba spielte bis 2004 beim polnischen Verein Unia Lublin. Anschließend lief er für KS Azoty-Puławy auf, mit dem er in den Spielzeiten 2010/11, 2011/12, 2012/13 und 2013/14 am EHF Challenge Cup teilnahm. 2014 wechselte der 1,95 Meter große Rückraumspieler nach Slowenien zu RK Velenje, für den er 2014/15 und 2015/16 im EHF Europa Pokal auflief. Ab dem Sommer 2016 stand Szyba beim Schweizer Erstligisten Kadetten Schaffhausen unter Vertrag. Mit Schaffhausen gewann er 2017 die Schweizer Meisterschaft. Szyba schloss sich im Sommer 2018 dem französischen Erstligisten Cesson-Rennes Métropole HB an. Ein Jahr später kehrte er zu Azoty-Puławy zurück. Im Sommer 2021 wechselte er zum französischen Erstligisten Tremblay-en-France Handball.
Mit der Polnischen Nationalmannschaft nahm Szyba an den Europameisterschaften 2014 und 2016 teil, sowie an der Weltmeisterschaft 2015, bei der er mit Polen die Bronzemedaille gewann. Weiterhin nahm er an den Olympischen Spielen 2016 in Rio de Janeiro teil.